# Chu Phật Hải
Chu Phật Hải (tiếng Hoa: 周佛海; 29 tháng 5 năm 1897 – 28 tháng 2 năm 1948) là chính trị gia Trung Hoa, nhân vật thứ 2 trong Hành chính viện Chính phủ Quốc dân Nam Kinh thân Nhật của Uông Tinh Vệ.

## Tiểu sử
Chu sinh ra tại Hồ Nam, nhà Thanh, cha ông là một viên quan nhà Thanh. Sau Cách mạng Tân Hợi, ông được cử sang Nhật du học, tại trường sĩ quan dự bị số 7 (sau là Đại học Kagoshima), rồi Đại học Đế quốc Kyoto. Trong thời gian ở Nhật, ông bắt đầu tìm hiểu Chủ nghĩa Marx, và sau khi trở về Trung Hoa trở thành một trong những sáng lập viên của Đảng Cộng sản Trung Quốc. Ông tham dự Đại hội lần thứ nhất của đảng tại Thượng Hải vào tháng 7 năm 1921, nhưng bỏ Đảng Cộng sản vào năm 1924 để gia nhập Quốc dân đảng. Ông được bổ nhiệm làm Bí thư Cục Quan hệ công chúng trong chính phủ trung ương, nhưng vẫn giữ quan hệ với phe tả của đảng do Uông Tinh Vệ và Liêu Trọng Khải lãnh đạo. Ông chống đối mạnh mẽ quyết định tiến hành Chiến tranh Bắc phạt và Chiến tranh Trung-Nhật của Tưởng Giới Thạch.
Sau khi Uông Tinh Vệ rời bỏ hàng ngũ Quốc dân đảng và thành lập Chính phủ Quốc dân Nam Kinh bù nhìn, Chu theo về. Trong chính phủ mới, Chu giữ chức Bộ trưởng Tài chính, Ngân khố, Ngoại giao và kiểm soát một phần quân đội. Ông cũng là Bộ trưởng Công an, Kế toán trưởng và Thị trưởng Thượng Hải kế nhiệm Trần Công Bác. Cuối Thế chiến II, Chu bị bắt giải về Trùng Khánh rồi bị giam giữ gần một năm. Sau đó ông bị đưa về Nam Kinh, Giang Tô để xét xử tội phản bội trong chiến tranh. Ông bị kết án tử hình nhưng sau được Tưởng Giới Thạch hạ xuống án chung thân, do vợ ông đã xin tha bổng cho ông. Ông bị bệnh tim mạch và dạ dày trong tù và chết ngày 28 tháng 2 năm 1948, thọ 50 tuổi.